# Giorgieness
Giorgieness, pseudonimo di Giorgia D'Eraclea (Sondrio, 25 dicembre 1991), è una cantautrice italiana.

## Biografia
A quattordici anni ha la sua prima esperienza musicale in un gruppo punk al femminile.
Nel 2009 si trasferisce a Milano per studiare giurisprudenza. Dopo una parentesi di musica in inglese, da giugno del 2011 adotta lo pseudonimo Giorgieness e comincia a scrivere canzoni in italiano. Giorgia riesce ad esibirsi su numerosi palchi e incontra il colichese Andrea De Poi, che si unirà al progetto inizialmente come batterista. Successivamente, si unisce anche il bassista Samuele Franceschini. Il trio lavora all'EP Noianess, prodotto e registrato da Luigi Galmozzi e Andrea Maglia presso il Morbid Sound Studio di Milano a partire dal novembre del 2012 e pubblicato il 31 maggio 2013.
Per le registrazioni dell'album d'esordio, tenutesi tra dicembre 2015 e gennaio 2016, il progetto sarà composto da Giorgia D'Eraclea, Andrea De Poi (questa volta al basso), Davide Lasala (chitarre e tastiere) e Lou Capozzi (batteria). Nel marzo del 2016 Giorgieness arriva in semifinale al Premio Buscaglione. Nello stesso mese esce Un luogo sicuro, album del gruppo musicale L'orso a cui Giorgia D'Eraclea partecipa come corista nelle tracce Non penso mai ed Essere felici qua.

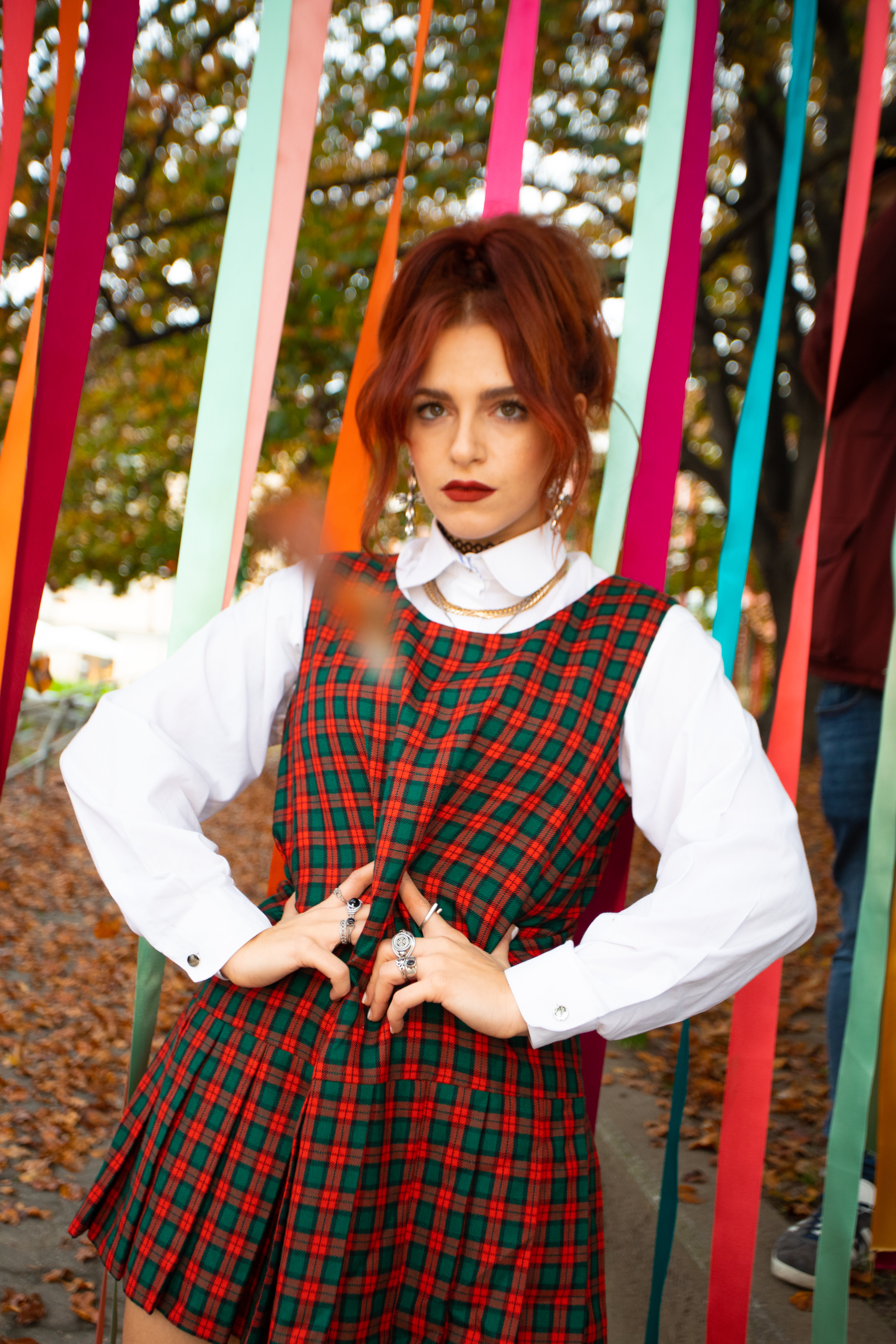
Giorgia D'Eraclea a Torino nel 2020

L'8 aprile 2016 viene pubblicato il primo vero album di Giorgieness, dall'etichetta indipendente Woodworm. Intitolato La giusta distanza, l'album è stato anticipato dai singoli K2, Non ballerò e Come se non ci fosse un domani e contiene versioni riarrangiate delle tracce Sai parlare, Lampadari e Brividi/Lividi, precedentemente pubblicate nell'EP Noianess. È stato prodotto e registrato in analogico da Davide Lasala nello studio Edac di Fino Mornasco.
Durante il tour promozionale per La giusta distanza, il gruppo fa da spalla ai Garbage ai concerti tenutisi al Fabrique di Milano l'8 giugno 2016 e all'ObiHall di Firenze il 2 novembre dello stesso anno, e si esibisce per oltre 60 date tra primavera ed estate e altre 100 a cavallo tra il 2016 e il 2017.
Il 19 maggio 2017 esce il singolo Dimmi dimmi dimmi, canzone originariamente scritta per il primo album e registrata ad aprile. Il gruppo continua a esibirsi dal vivo, aprendo per gli American Football al Circolo Magnolia di Segrate il 15 giugno e per i Placebo al Collisioni Festival di Barolo il 16 luglio. Il secondo album, Siamo tutti stanchi, esce in formato digitale il 20 ottobre 2017 e in formato fisico esattamente una settimana più tardi, pubblicato ancora dalla Woodworm. Anticipato dal singolo Calamite, è stato prodotto e registrato da Davide Lasala e Andrea Fognini presso lo studio Edac.
A marzo 2018 viene pubblicato l'album Il fuoco in una stanza degli Zen Circus, con i cori di Giorgia D'Eraclea nelle tracce Il mondo come lo vorrei, Sono umano e Questa non è una canzone. In aprile, Giorgieness duetta inoltre nel brano Il ragazzino degli Endrigo, contenuto nell'album Giovani leoni. Il 3 maggio la cantautrice annuncia il suo secondo EP Nuove regole, inizialmente previsto per settembre; lo stesso giorno esce il video di Avete tutti ragione, che utilizza un montaggio eseguito da Brian Senti e Justin Moshkevich. L'EP è stato poi pubblicato il 5 ottobre unicamente in formato digitale: contiene tre remix e l'inedito Questa città.
Nel 2019 Giorgieness si trasferisce a Torino, e da febbraio a maggio intraprende un tour acustico di tredici date dal titolo Essere me. A dicembre dello stesso anno compare insieme a Marianne Mirage nel videoclip di Ho pianto in discoteca di Sem&Stènn e CRLN. Successivamente torna in studio per scrivere e registrare il suo terzo album con l'etichetta Sound To Be, album inizialmente previsto per l'autunno 2020 e poi per febbraio 2021, prima di essere ulteriormente rinviato. Il primo singolo dell'album, Maledetta, è stato prodotto da Ramiro Levy, Marco Olivi e Davide Napoleone ed è uscito il 28 maggio 2020, accompagnato da un video musicale il 4 giugno. Il secondo singolo, Hollywoo, è uscito il 21 luglio insieme al suo videoclip. Il terzo, Successo, è uscito il 13 novembre, seguito da un videoclip il giorno dopo. Il quarto, Tempesta, è entrato in rotazione radiofonica il 29 gennaio 2021 ed è poi stato pubblicato il 3 febbraio.
Il 4 maggio esce una rivisitazione del brano Lombardia dei Mercanti di Liquore, realizzata dal gruppo in collaborazione con altri ventisette artisti tra cui Giorgieness, i cui proventi vengono destinati all'associazione Emergency a supporto della lotta al COVID-19.
Il terzo album di Giorgieness, intitolato Mostri, esce il 28 ottobre 2021, anticipato il 21 ottobre dall'omonimo singolo. L'album vede l'artista accantonare le sonorità rock degli anni precedenti a favore di uno stile maggiormente pop e cantautorale. Il 14 febbraio 2022 viene pubblicata una cover del brano La sposa di Giuni Russo, realizzata dagli In the Loop con Giorgieness e Davide Napoleone. L'11 marzo dello stesso anno l'album Mostri viene ristampato in un'edizione in vinile anticipata dal singolo Tra chi fugge e chi resta. Il brano, inizialmente intitolato Guerra sincera, viene pubblicato l'8 marzo.
Seguono i due singoli Jack & Sally ed Eclissi, pubblicati rispettivamente il 23 dicembre 2022 e il 1º marzo 2023. Il 1º settembre 2024, attraverso il profilo ufficiale Instagram, Giorgieness annuncia l'imminente uscita del suo quarto album, Giorgieness e i cuori infranti, anticipato dai singoli Cuori infranti (13 settembre) e Cazzate (15 ottobre).

## Discografia

### Album in studio
- 2016 – La giusta distanza
- 2017 – Siamo tutti stanchi
- 2021 – Mostri
- 2024 – Giorgieness e i cuori infranti

### EP
- 2013 – Noianess
- 2018 – Nuove regole

### Singoli
- 2015 – K2
- 2015 – Non ballerò
- 2016 – Come se non ci fosse un domani
- 2016 – Io torno a casa
- 2017 – Che strano rumore
- 2017 – Dimmi dimmi dimmi
- 2017 – Calamite
- 2017 – Che cosa resta
- 2018 – Avete tutti ragione
- 2018 – Vecchi
- 2018 – Questa città
- 2020 – Maledetta
- 2020 – Hollywoo
- 2020 – Successo
- 2021 – Tempesta
- 2021 – Mostri
- 2022 – Tra chi fugge e chi resta
- 2022 – Jack & Sally
- 2023 – Eclissi
- 2024 – Cuori infranti
- 2024 – Cazzate
- 2024 – Viziata
- 2025 – Non una di meno

### Collaborazioni
- 2018 – Il ragazzino (con gli Endrigo), per l'album Giovani leoni
- 2020 – Siamo (e diventiamo aria) (con Alberto Cipolla e Napoleone)
- 2020 – Capotasto[35] (con I Botanici), per l'EP Kirigami
- 2021 – Limone[35] (con Avincola)
- 2021 – Al dente (Mix Nº2) (con Federico Fabi)
- 2021 – Sole tropicale (con i Lost)
- 2022 – La sposa (con In the Loop e Napoleone)
- 2025 – Fuori di testa (con le Bambole di pezza), per l'album Wanted
- 2025 – Settembre (con i Lagoona), per l'album Drive-in
- 2025 – Ci vai sotto (con Jack Out)

## Videografia
- 2015 – Non ballerò (regia di Marco Morandi)
- 2016 – Come se non ci fosse un domani (regia di Marco Morandi)
- 2016 – Io torno a casa (regia di Marco Morandi)
- 2016 – K2[36] (regia di Marco Morandi)
- 2017 – Che strano rumore (regia di Francesco Collinelli)
- 2017 – Dimmi dimmi dimmi (regia di Francesco Collinelli)
- 2017 – Calamite (regia di Marcello Perego)
- 2017 – Che cosa resta (regia di Marcello Perego)
- 2018 – Avete tutti ragione (regia di Federico Testa e Chiara Bonetti)
- 2020 – Maledetta (regia di Silvano Richini)
- 2020 – Hollywoo (regia di Giorgia D'Eraclea e Giulia Bartolini)
- 2020 – Successo (regia di Silvano Richini)
- 2021 – Tempesta (regia di Giorgia D'Eraclea e Giulia Bartolini)
- 2021 – Mostri (regia di Giorgia D'Eraclea)
- 2023 – Eclissi (regia di Giorgia D'Eraclea)
- 2024 – Cazzate (regia di Giorgia D'Eraclea e Le Scapigliate)
- 2025 – Non una di meno (regia di Cecilia Minutillo Turtur)